# Дон Сезар де Базан (фільм, 1912)
«Дон Сезар де Базан» (англ. Don Caesar de Bazan) — французька короткометражна драма режисера Тео Френкеля 1912 року.

## У ролях
- Ірвінг Каммінгс — Дон Сезар де Базан
- Ізабель Ірвін — Марітана
- Тео Френкель — Дон Хосе — прем'єр-міністр
- Роберт Емметт Тенсі — Лазарілло